# Karta podatkowa
Die karta podatkowa (deutsch: Steuerkarte) ist die einfachste Form der Einkommensteuer in Polen. Sie kann von den im Gesetz abschließend genannten Kleinunternehmern gewählt werden. Die Höhe der Steuer wird pauschal nach solchen Kriterien wie Art der Tätigkeit, Anzahl der Ortsbewohner oder auch der Beschäftigten direkt im Gesetz bestimmt und durch den Vorsteher des Finanzamts, an den der Antrag auf Steuerkarte gerichtet wurde, jährlich per Bescheid festgesetzt. Entsprechend beschränken sich die Dokumentationspflichten des Steuerpflichtigen auf die Ausstellung und Aufbewahrung von Rechnungen (bzw. MwSt.-Rechnungen), Listen von Beschäftigten und von Beschäftigten-Einkünften. Dagegen werden keine Steuerbuchführung, -erklärungen oder -vorauszahlungen verlangt. Die Bezahlung erfolgt in monatlichen Abständen.
Da bei der Steuerkarte die Absetzbarkeit von Ausgaben verwehrt ist, hat die Zahl der Steuerkartenbesitzer zwischen 1998 und 2005 von 230 Tsd. auf 155 Tsd. abgenommen.

## Grundlage
- Ustawa z dnia 20 listopada 1998 r. o zryczałtowanym podatku dochodowym od niektórych przychodów osiąganych przez osoby fizyczne – Rozdział 3